# Epiphaniaskirche (München)

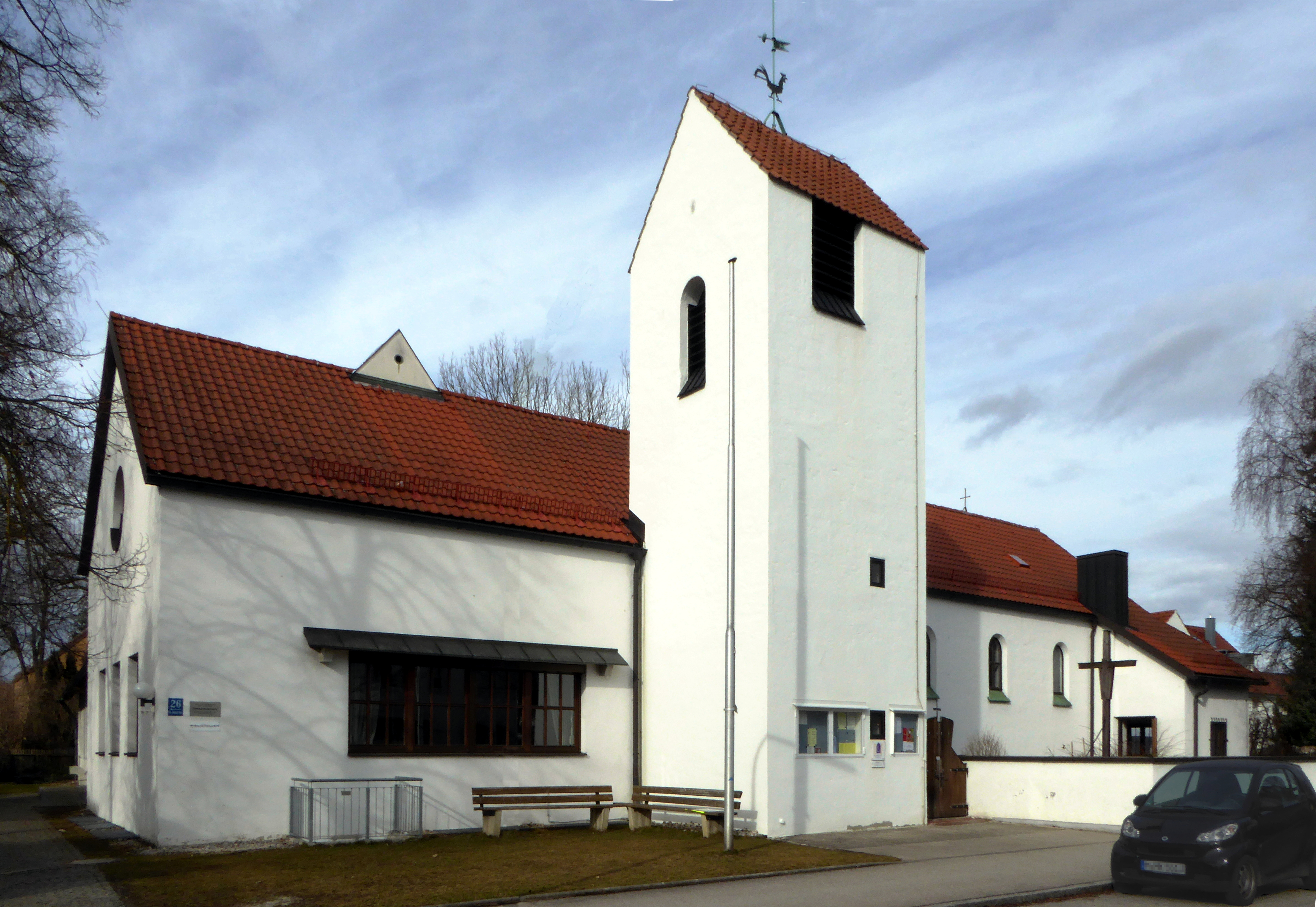
Ephianiaskirche

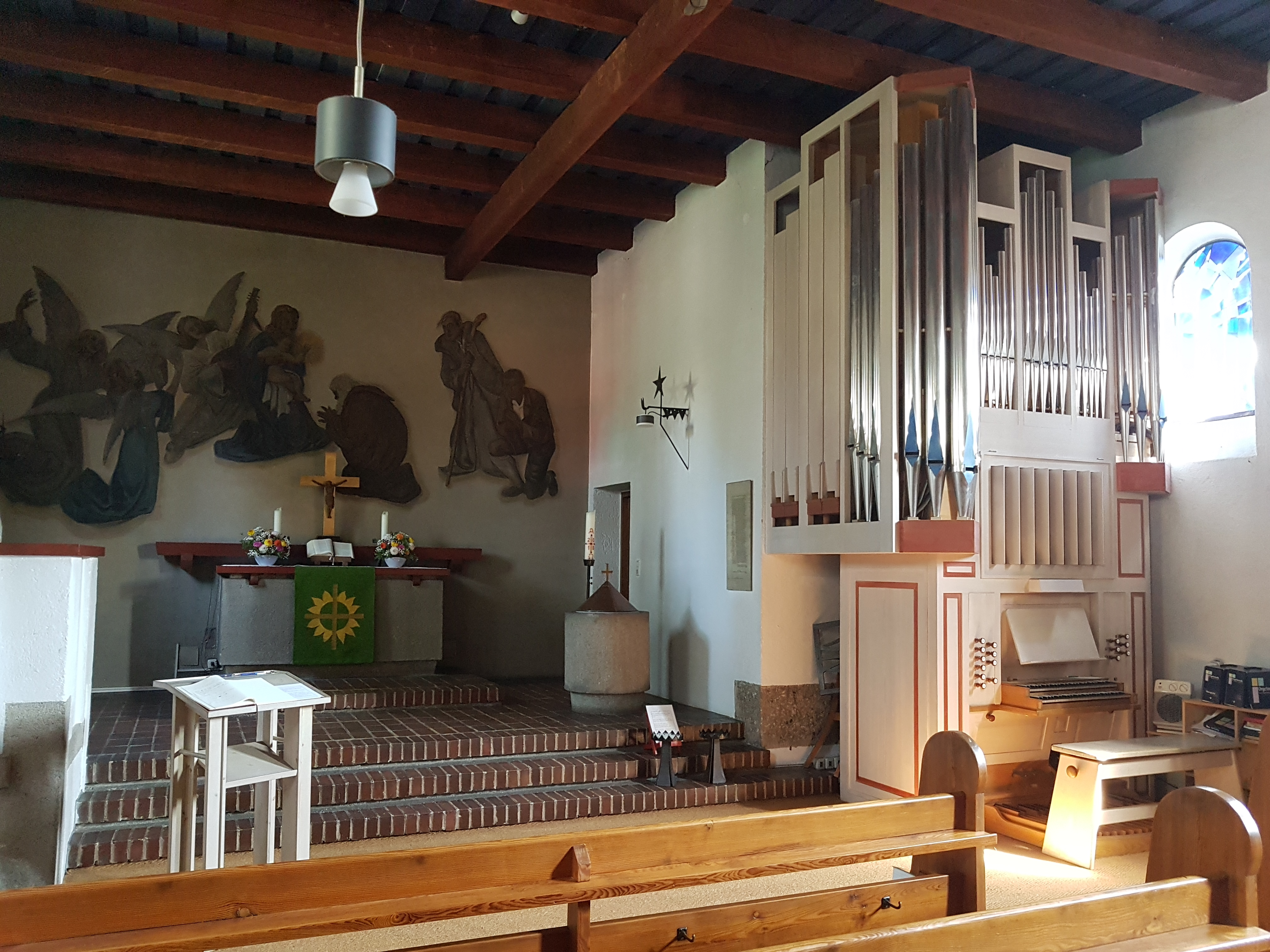
Blick in den Chor

Die Epiphaniaskirche ist eine evangelische Kirche in der St.-Johann-Straße 26 im Münchner Stadtteil Allach. Sie gehört zur Evangelisch-Lutherischen Kirchengemeinde Epiphaniaskirche im Dekanat München im Kirchenkreis München und Oberbayern der Evangelisch-Lutherischen Kirche in Bayern. Das Gebäude steht als Baudenkmal unter Denkmalschutz.

## Geschichte
Die Kirche wurde 1932 eingeweiht. Der Entwurf stammt von Gustav Gsaenger. Die Erscheinung des Herrn (griech.: „Epiphanias“) wird vielfältig in der Kirche versinnbildlicht, so im Altarbild des Kunstmalers Hermann Frobenius (1936) und in den von Dietrich Weiss gestalteten Kirchenfenstern (1994 und 1999). 2002 wurde das Dachgeschoss des Gemeindehauses ausgebaut.
1993 wurde eine von Dieter Schingnitz gebaute Orgel aufgestellt.
Die Epiphaniaskirche ist ein Ort des Kulturgeschichtspfads Allach-Untermenzing.